# Heckler & Koch HK33

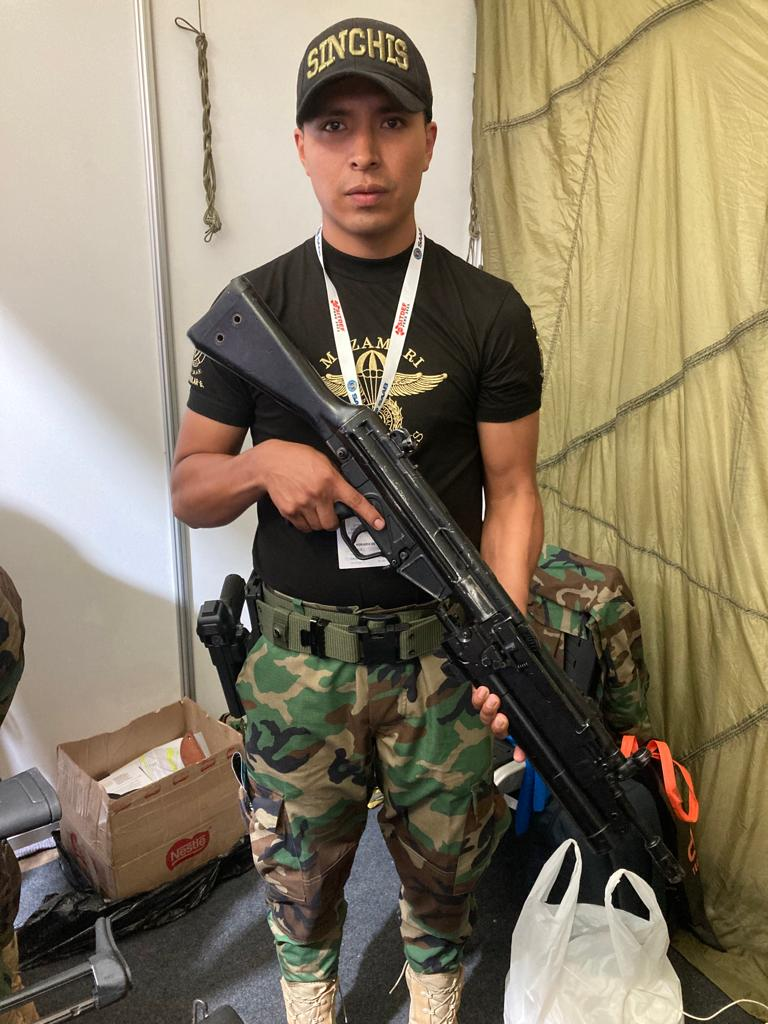
Operativo de la dirección táctica rural "Los Sinchis" con un rifle de asalto HK33 y lanzagranadas HK79 montado en SITDEF 2023.

El HK33 es un fusil de asalto calibre 5,56 mm desarrollado en la década de 1960 por el fabricante de armamento de Alemania Occidental Heckler & Koch, principalmente para exportación.
Capitalizando el éxito del G3, la compañía diseñó una familia de armas ligeras (todas usando el principio de operación del G3 y su concepto de diseño básico) que consiste de cuatro tipos de armas: el primer tipo, calibrado para el 7,62 x 51 OTAN, el segundo - que utiliza el cartucho soviético 7,62 x 39 - el tercero - que utiliza el cartucho intermedio 5,56 x 45 OTAN- y el cuarto - calibrado para el cartucho de pistola 9 x 19 Parabellum. 
La serie de fusiles HK33 fueron adoptados por la Fuerza Aérea Brasileña, El Cuerpo de Infantería de Marina de Chile, las Fuerzas Armadas de Tailandia y Malasia, dónde fueron producidas bajo licencia. Este fusil también fue fabricado bajo licencia en Francia por MAS y en Turquía por MKEK.

## Detalles de diseño

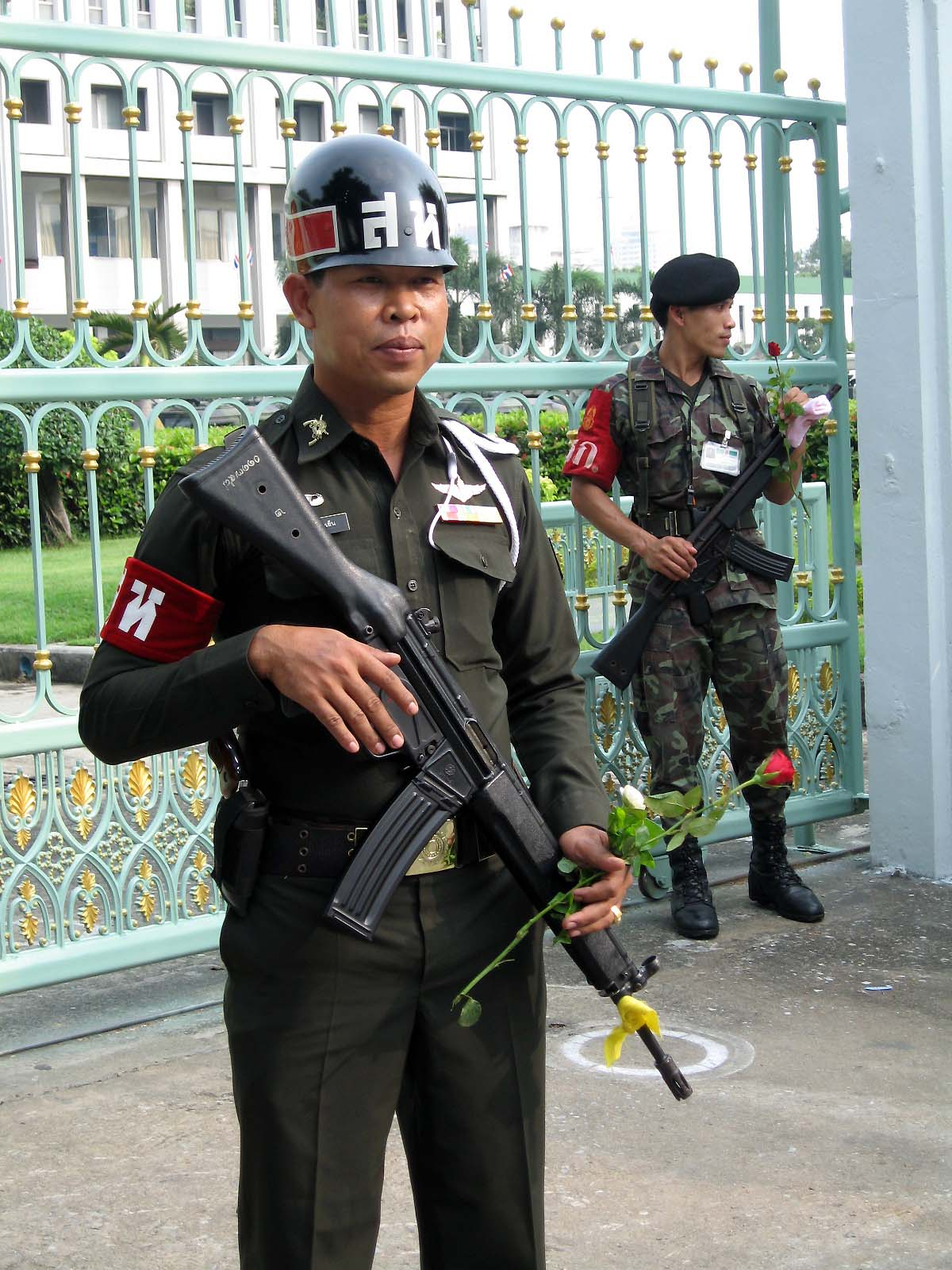
Policía Militar tailandés, armado con el HK33.

### Mecanismo operativo
El HK33 es un arma con selector de disparo, que emplea el sistema de retroceso retardado por rodillos de Heckler & Koch. Tiene un cerrojo de dos piezas que consiste en un cabezal con dos rodillos y el portacerrojo. Al disparar, los dos rodillos del cabezal del cerrojo son encajados hacia adentro por las superficies inclinadas de la recámara e imparten un movimiento de retroceso a la pieza de acerrojado, que a su vez impulsa hacia atrás al portacerrojo. Esta desventaja mecánica incorporada retrasa el movimiento del cabezal del cerrojo respecto al portacerrojo, que retrocede a cuatro veces la velocidad del cerrojo. Los rodillos rápidamente son completamente presionados contra el cabezal del cerrojo, desalojando los entalles de la recámara y ambas piezas retroceden juntas, abriendo la recámara y accionando la extracción y alimentación. La recámara es abierta estando bajo una presión muy alta, por lo que tiene una serie de entalles a fin de incrementar la fiabilidad de la extracción y evitar que el casquillo se adhiera a las paredes de la recámara. 

### Características

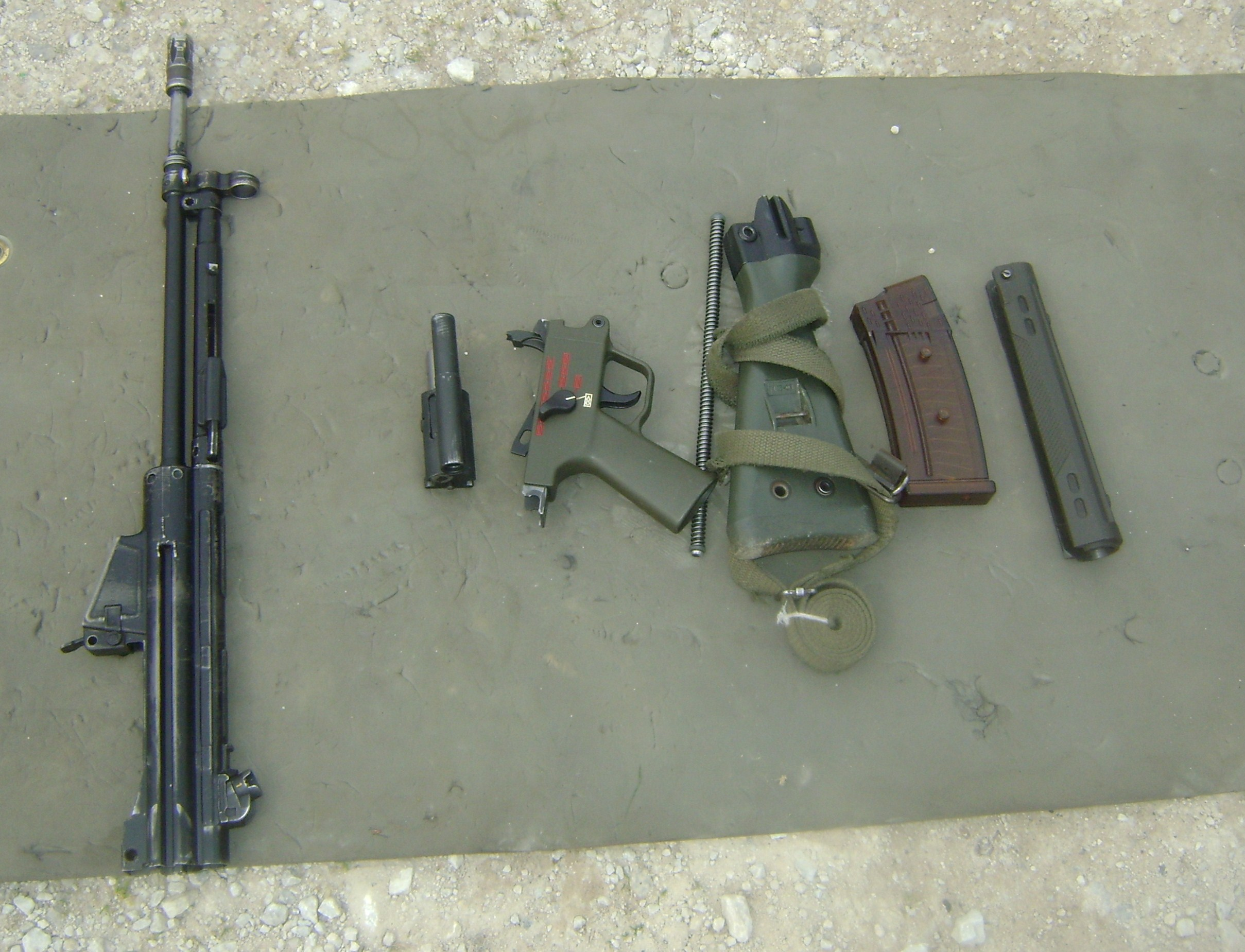
De izquierda a derecha: cajón de mecanismos con el cañón, sistema de gas, alza y punto de mira; cerrojo y portacerrojo; pistolete/conjunto del gatillo; muelle recuperador; culata con correa portafusil; cargador y guardamano.

El cerrojo también contiene un resorte extractor, un mecanismo antirebote (que evita el rebote del cerrojo al impactar con la recámara) y un tope. La palanca eyectora fue instalada en el conjunto del gatillo y es accionada por el retroceso del cerrojo.
El HK33 tiene un mecanismo de disparo por martillo convencional. En su versión estándar, el fusil viene equipado con un conjunto de gatillo con palanca selectora ambidiestra, que a su vez es el seguro del arma (tiene tres posiciones: "S" o "0"-seguro, "E"/"1"-modo semiautomático, "F"/"25"-modo automático). Cuando se activa el seguro, este desconecta mecánicamente el gatillo. Los conjuntos de gatillo pueden intercambiarse según los requisitos de la misión. Heckler & Koch ofrece varios conjuntos de gatillo distintos: uno con opción de ráfaga corta ("0"-seguro, "1"-modo semiautomático "2"-ráfaga de dos disparos o "3"-ráfaga de tres disparos), un conjunto de gatillo "Naval" (seguro, modo semiautomático y modo automático) y un conjunto de gatillo con cuatro posiciones (seguro, modo semiautomático, ráfaga corta de 3 disparos, modo automático).
El fusil es alimentado mediante cargadores de chapa de acero estampada con capacidad de 25 cartuchos y que pesan 250 g, así como cargadores de chapa de aluminio con capacidad de 40 cartuchos y que pesan 157 g. También se introdujeron cargadores curvos de 30 cartuchos para usarse con este fusil.
El cañón está equipado con una bocacha apagallamas ranurada que le permite emplear granadas de fusil y sostiene una bayoneta estándar del G3, montada sobre el cañón.
El fusil recibió varias mejoras mínimas durante su producción (estas armas modificas son a veces mencionadas colectivamente como HK33E). La culata fija fue reforzada y el guardamanos de plástico fue reemplazado por un guardamanos que permite acoplar un bípode ligero, cuyas patas se almacenan en dos entalles en su base. La cantonera de los fusiles equipados con culatas telescópicas fue cambiada por un modelo cóncavo que ya había sido empleado en los subfusiles MP5. Inicialmente el fusil fue producido con un cañón que tenía una tasa de rotación de 305 mm (1:12 pulgadas), la cual fue posteriormente actualizada a 178 mm (1:7 pulgadas) para poder estabilizar la bala pesada del nuevo cartucho 5,56 x 45 OTAN SS109/M855.Para su mantenimiento, el fusil se desarma en los siguientes componentes: cajón de mecanismos, culata con muelle recuperador, cerrojo con portacerrojo y conjunto del gatillo con pistolete.

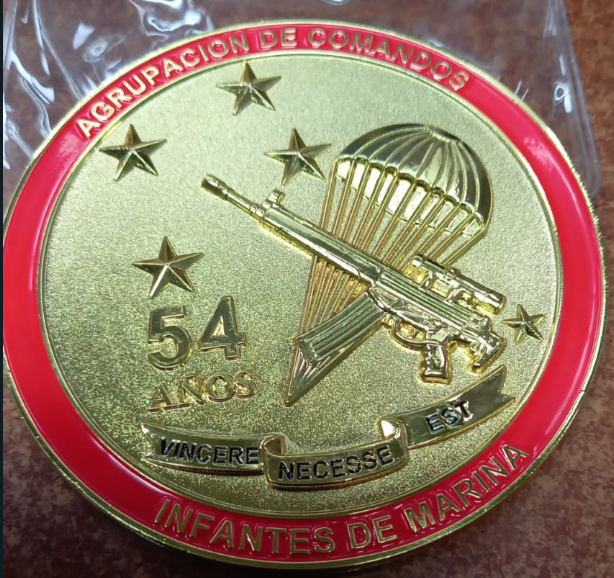
HK33E incluido en Medallón conmemorativo 54 años Comandos IM de Chile

### Mecanismos de puntería
Para apuntar el fusil se utiliza un alza de tambor (ajustable en azimut y elevación) que contiene una ranura cuadrada empleada para disparar a 100 m y tres aberturas para 200, 300 y 400 m. La cubierta del cajón de mecanismos tiene una serie de entalles diseñados para encajar una pinza de montaje (estándar con el HK33, G3, G3SG/1 y MP5) para miras telescópicas diurnas (usualmente la Hensoldt 4x24) o nocturnas.

### Accesorios
Se incluyen con el fusil un bípode desmontable, una bayoneta (del Heckler & Koch G3), una correa portafusil, un juego de limpieza y un llenador de cargadores. Además, al HK33 se le puede montar un lanzagranadas HK79 de 40 mm o un adaptador para cartuchos de fogueo.

## Historial de combate
La Harrington & Richardson Firearms fabricó bajo licencia una copia del Heckler & Koch HK33 durante la Guerra de Vietnam, con la designación T223. Aunque era más pesado que el M16, fue empleado en pequeñas cantidades por los equipos SEAL debido a su cargador de 40 cartuchos. En Birmania, el Ejército de Liberación Nacional Karen emplea los MA-11 capturados al Ejército. Las unidades del gobierno tailandés emplearon fusiles HK33 durante la insurgencia en el sur de Tailandia. Algunos de estos fusiles fueron capturados por grupos como la Organización Unida para la Liberación del Patani o el Movimiento Muyajedín Islámico del Patani. El Partido de los Trabajadores de Kurdistán afirma con frecuencia haber capturado fusiles HK33 al Ejército turco.

## Variantes
HK33A2
Variante con culata sintética rígida.
HK33SG/1
Un modelo mejorado; equipado con una mira telescópica y gatillo mejorado análogo al usado en el G3SG/1.
HK33A3
Fusil estándar pero con culata telescópica metálica.
HK33KA3
Versión carabina con el cañón acortado hasta la base del punto de mira; también está equipado con una culata plegable metálica. Debido a su cañón corto, el HK33KA3 no puede usarse para lanzar granadas de fusil o instalarse una bayoneta.
HK53
Versión compacta del HK33K. Tiene un cañón corto de 211 mm, un guardamanos derivado del subfusil Heckler & Koch MP5 y una culata telescópica o cubierta del extremo del cajón de mecanismos (los modelos posteriores también recibieron una bocacha apagallamas de cuatro puntos).
HK13
Una ametralladora ligera. Es alimentada mediante cargador o tambor (este último tiene una capacidad de 100 cartuchos), posee un cañón pesado de cambio rápido para fuego sostenido, cubierto con un protector para el calor de chapa (en sustitución del guardamanos sintético) y un adaptador para bipode de dos puntos.
MA-11
Una versión birmana del HK33 fabricada por KaPaSa en cooperación con Industrias Fritz Werner Birmania, junto a ingenieros del Cuerpo Electromecánico y de Ingenieros del Ejército de Birmania, que fue desplegado desde fines de la década de 1990 hasta inicios de la década de 2000. Se le puede montar una bayoneta debajo del cañón. Puede emplear cargadores adaptados al estándar STANAG.
MA-12
Versión ametralladora ligera del MA-11 fabricada bajo licencia por KaPaSa en cooperación con Industrias Fritz Werner Birmania, junto a ingenieros del Cuerpo Electromecánico y de Ingenieros del Ejército de Birmania. Tiene un cañón pesado y un bípode, así como un asa de transporte. Puede emplear cargadores adaptados al estándar STANAG.
Tipo 11
Un derivado del HK33 fabricado en Tailandia por el Ministerio de Defensa Nacional para uso por las fuerzas armadas tailandesas. También existe una variante bullpup con miras y guardamano de M16 para combates cerrados en ambientes de jungla.

### Variantes civiles

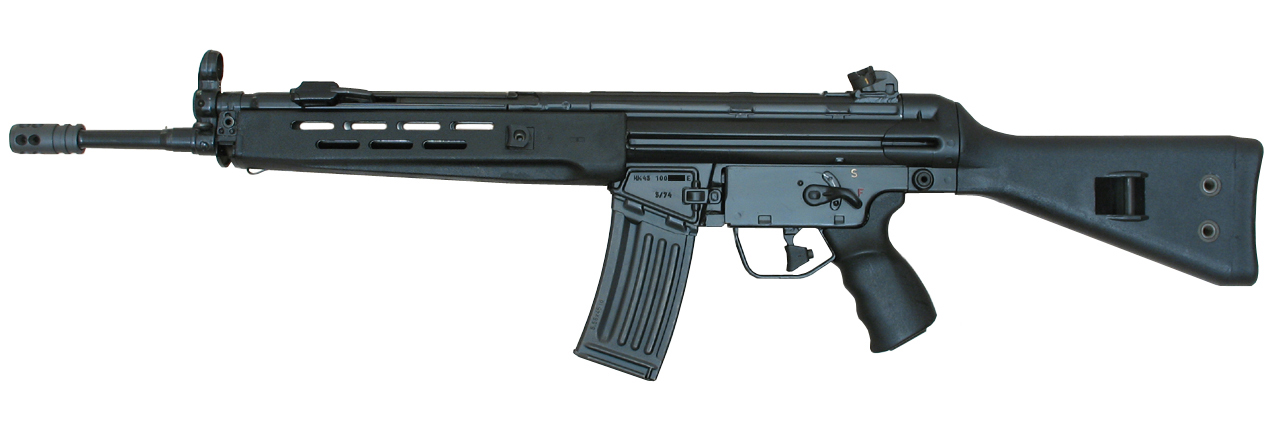
El Heckler & Koch HK43 es un fusil semiautomático basado en el Heckler & Koch HK33 y es el predecesor del Heckler & Koch HK93.

Heckler &  Koch también fabricó una variante semiautomática del HK33A2 para el mercado civil, con la designación HK93A2. También está disponible una versión con culata retráctil, designada HK93A3.
C-93
Versión civil semiautomática, producida por Century International Arms, Inc. Viene con un cañón de 480 mm o 412,75 mm, con una tasa de rotación de 1:9. El asa de transporte y el cargador de 40 cartuchos son estándar. Su peso publicitado es de 3,71 kg. El C-93 está construido a partir de juegos de piezas del Tipo 11 tailandés, con un cañón de fabricación estadounidense y otras piezas misceláneas estadounidenses.

## Usuarios
- Alemania: Emplea el HK53.[12]

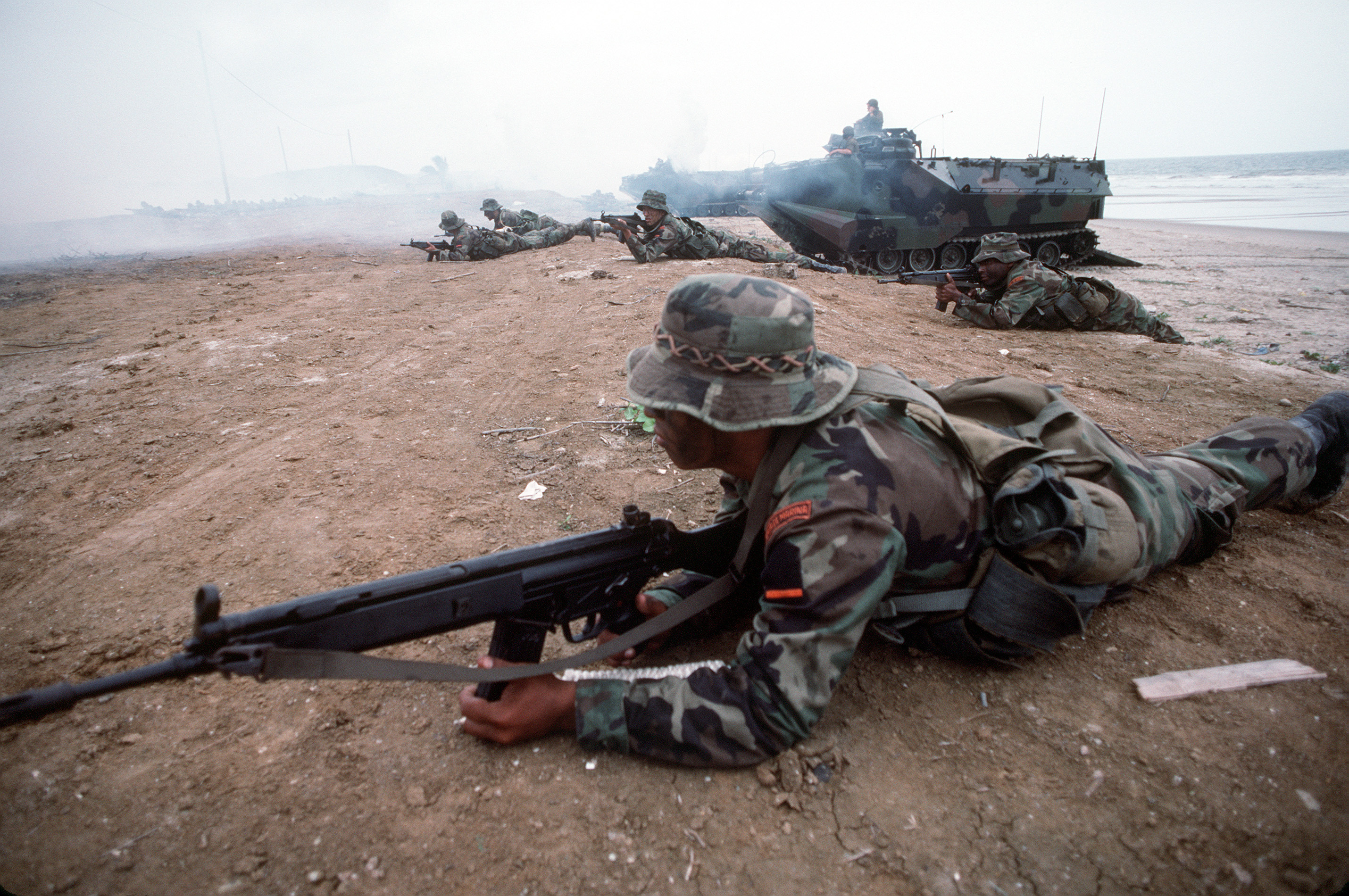
Un Infante de Marina ecuatoriano, armado con un HK33E.

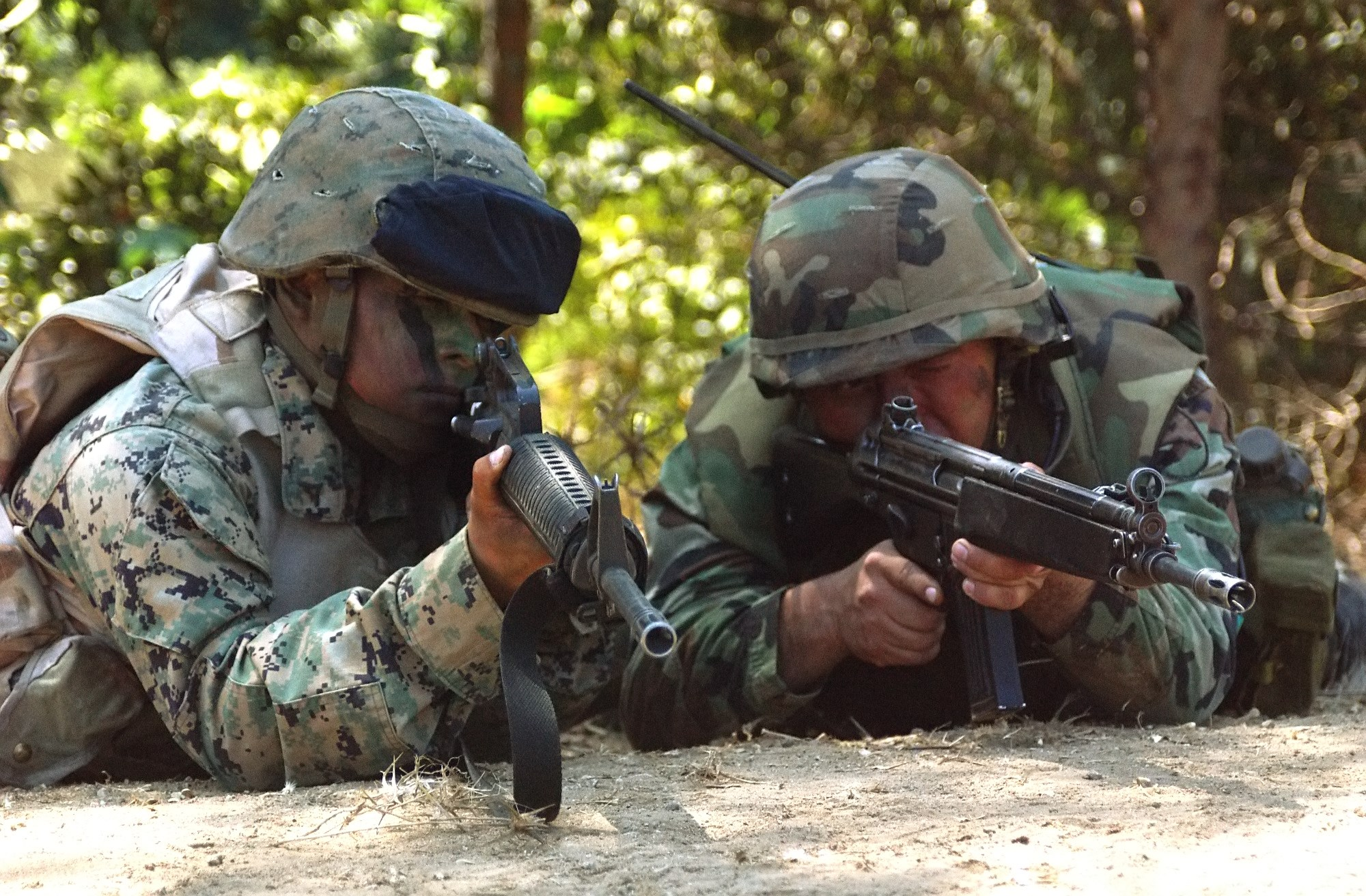
Un Infante de Marina chileno (derecha), apuntando el HK33A2 durante un entrenamiento conjunto con los Marines estadounidenses.

  -  Alemania Oriental: El HK33SG/1 fue empleado por la unidad antiterrorista Diensteinheit IX.[13]
  -  Alemania Occidental: El HK33 fue ampliamente utilizado por la policía y unidades de seguridad.[14]
- Arabia Saudita: Emplea el HK33E.[12]
- Argentina: Emplea el HK33.[cita requerida]
- Birmania: Emplea el HK33E.[12]
- Brasil: Emplea el HK33E.[12]
- Chile: Emplea el HK33.[12] Está siendo reemplazado por el FN SCAR-L/H.[15]
- Ecuador: Emplea el HK33.[12]
- El Salvador: Emplea el HK33.[12] Algunos HK53 son empleados por la Policía Nacional Civil.[16]
- España: Es empleado por el Grupo de Operaciones Especiales del Cuerpo Nacional de Policía y la Guardia Civil.[17]
- Estados Unidos: La Patrulla Fronteriza de los Estados Unidos emplea el HK53.[18]
- Filipinas[19]
- Francia: El GIGN emplea el HK33A3.[20]
- Ghana: Emplea el HK33.[12]
- Grecia: Emplea el HK33E.[12]
- Guatemala: Emplea el HK33.[12]
- Indonesia: El HK53 es empleado por la unidad de buzos tácticos Komando Pasukan Katak y la unidad de fuerzas especiales Komando Pasukan Khusus (Kopassus).[21]
- Irán: Emplea el HK53.[12]
- Irlanda: El Army Ranger Wing y la Garda Emergency Response Unit emplean el HK33E.[12][22]
- Luxemburgo: La Unidad Especial de la Policía emplea la versión carabina del HK53.[23]
- Malasia: Emplea el HK33E.[12]
- México: Emplea el HK33E.[24]
- Países Bajos: Emplea el HK33.[12]
- Papúa Nueva Guinea: Emplea el HK33E.[25]
- Perú: La Infantería de Marina del Perú emplea el  HK53.[26]
- Portugal: Emplea el HK33E.[12]
- Reino Unido: El HK53 es empleado por la unidad armada del Cumbria Constabulary.[27]
- Senegal: Emplea el HK53.[12]
- Sudáfrica: Es empleado por las Fuerzas Especiales sudafricanas.[12]
- Suecia: Emplea el HK53. Todavía es empleado por las unidades SWAT regionales.[28]
- Tailandia: Emplea el HK33.[12] Es fabricado bajo licencia como el fusil Tipo 11.
- Tanzania: Emplea el HK33A2.[29]
- Timor Oriental: La Policía Nacional de Timor Oriental emplea el HK33.[30][31]
- Turquía: El HK33E es producido bajo licencia por MKEK.[32]
- Venezuela: Guardia Nacional Bolivariana.[cita requerida]